# Tamás Jung
Tamás Jung (serb. Тамаш Јунг, ur. 10 grudnia 1911 w Székelykeve (obecnie Skorenovac), zm. 5 grudnia 1992 w Zrenjaninie) – serbski duchowny pochodzenia niemieckiego, biskup diecezji Zrenjanin (Dioecesis Zrenianensis) oraz biskup tytularny Castellum in Numidia. 

## Życiorys
Urodził się w austro-węgierskiej miejscowości Székelykeve (obecnie Skorenovac w Serbii) jako potomek niemieckich osadników. Od wczesnej młodości interesował się sportem. Wraz z bratem Józsefem Jungiem (1909-2008), który również był kapłanem oraz Jánosem Hubertem i Józsefem Borsósem 14 czerwca 1932 założył drużynę piłkarską Székelykevei Sport Club (Спортски клуб Скореновац) (od 1949 do dzisiaj drużyna nosi nazwę FK Plavi Dunav (ФК Плави Дунав), po II wojnie światowej grała w pierwszej lidze). 
Po ukończeniu miejscowego gimnazjum wyjechał na dalsze studia do Niemiec. Ukończył u jezuitów teologię we Frankfurcie nad Menem. 
Święcenia kapłańskie otrzymał 12 lipca 1936.
22 grudnia 1971 został mianowany administratorem apostolskim jugosłowiańskiego Banatu, obecnie diecezja Zrenjanin. Urząd pełnił przez siedemnaście lat.
W 1971 został również wybrany biskupem tytularnym diecezji Castellum in Numidia. Swoją posługę na tym urzędzie piastował przez dwadzieścia jeden lat.
W 1974 ogłosił po węgiersku swoje najważniejsze dzieło teologiczne Képes Biblia. Szemelvényes szentírási szövegek fiataloknak.

## Sukcesja apostolska
- arcybiskup Mario Cagna (1911-1986), nuncjusz apostolski Austrii[4]
- arcybiskup Belgradu (Smederevo) (Archidioecesis Belogradensis (-Semendriensis) - Gabriel Bukatko (1913-1981)[5]
- biskup Suboticy (Dioecesis Suboticanus) - Matij Zvekanovic (1913-1991)[6]
- biskup Szeged-Csanád (Dioecesis Szegediensis-Csanadiensis) - József Udvard (1911-2000)[7]